# Worykwa
Die Worykwa (russisch Ворыква) ist ein rechter Nebenfluss des Wym im Einzugsgebiet der Wytschegda in der Republik Komi in Nordwestrussland.
Die Worykwa entspringt am Tschetlasski Kamen, mit 471 m die höchste Erhebung des Timanrückens.
Sie durchfließt in überwiegend südlicher Richtung eine hügelige Wald- und Sumpflandschaft.
Schließlich macht sie einen Bogen nach Osten und trifft auf den nach Süden strömenden Wym.
Die Worykwa hat eine Länge von 170 km. Sie entwässert ein Areal von 1730 km².